# ديفيد بيدفورد
ديفيد بيدفورد (بالإنجليزية: David Bedford)‏ هو مؤلف موسيقى تصويرية وعازف قيثارة وملحن بريطاني، ولد في 4 أغسطس 1937 في لندن في المملكة المتحدة، وتوفي في 1 أكتوبر 2011 بسبب سرطان.

## وصلات خارجية
- الموقع الرسمي
- ديفيد بيدفورد على موقع IMDb (الإنجليزية)
- ديفيد بيدفورد على موقع ميوزك برينز (الإنجليزية)
- ديفيد بيدفورد على موقع أول ميوزيك (الإنجليزية)
- ديفيد بيدفورد على موقع ديسكوغز (الإنجليزية)